# 10,000 BC
《10,000 BC》는 2008년 개봉한 미국의 판타지 모험 영화로, 롤란트 에머리히 감독의 작품이다. 스티븐 스트레이트와 커밀라 벨이 출연했다. 선사시대를 배경으로, 미지의 문명인들과 싸우는 매머드 사냥꾼 부족의 이야기를 그린다.

## 줄거리
기원전 10,000년, 매머드 사냥으로 생계를 이어가는 야갈 부족은 우랄 산맥에 살고 있다. 매머드 개체수가 줄어들면서 부족은 생존의 위기에 직면한다. 어느 날, '네 발 달린 악마'에 의해 부족이 몰살당할 거라는 예언과 함께 다른 부족 출신의 소녀 에볼렛이 야갈 부족에 합류한다. 부족의 주술사인 노파는 이 악마들이 매머드라고 이야기하고, 부족은 매머드를 사냥하려 한다. 한편, 족장은 예언을 불신하고 다른 생존 방안을 찾으려 떠나면서 자신의 아들 들레에게 부족의 미래를 맡긴다. 시간이 흘러, 들레는 우연히 매머드를 사냥하면서 부족의 상징인 흰 창과 에볼렛을 얻게 된다. 그러나 얼마 지나지 않아 말을 탄 기마대가 마을을 습격하고, 에볼렛을 포함한 많은 부족민들이 납치되어 노예로 끌려간다.
들레는 친구들과 함께 납치된 부족민들을 구출하기 위한 여정에 나선다. 여정 중 다른 부족들을 만나 연합군을 결성하고, 노예들이 끌려간 곳이 고대 이집트 문명과 유사한 곳임을 알게 된다. 그곳의 지도자 '전능자'는 노예와 매머드를 동원해 피라미드 건설에 한창이다. 들레 일행은 노예로 끌려간 사람들을 구출하기 위해 잠입하고, 그 과정에서 들레의 아버지가 노예들을 지키려다 죽었다는 사실을 알게 된다. 들레는 노예들과 함께 반란을 일으키지만, 많은 희생이 뒤따른다. 전능자와 그의 군대는 에볼렛을 인질로 잡고 항복을 요구하지만, 들레는 전능자를 죽이고 노예들을 해방시킨다. 하지만 에볼렛은 전투 중 부상을 입고 죽게 된다. 슬픔에 잠긴 들레에게 노파는 자신의 목숨을 희생하여 에볼렛을 되살리고, 노파의 마지막 임무는 끝이 난다. 전능자가 죽고 문명이 무너지자, 들레는 아버지의 유품인 씨앗을 가지고 야갈 부족으로 돌아가 새로운 삶을 시작한다.

## 출연진
- 스티븐 스트레이트 - 들레이
- 커밀라 벨 - 에볼렛
- 클리프 커티스 - 틱틱
- 조엘 비르겔 - 나쿠두
- 에피프 벤 바드라 - 군주
- 모 지날 - 카렌
- 너새니얼 베링 - 바쿠
- 마르코 칸 - 외눈
- 모나 해먼드 - 대모
- 조엘 프라이 - 루키부
- 리스 리치/피어스 스터브스(아역) - 모하
- 주니어 올리펀트 - 투두
- 크리스천 비즐리 - 들레이의 아버지
- 부바카르 바데인 - 쿠이나
- 파루크 밸리오마 - 대사제
- 팀 발로 - 여호와(사막잡신)
- 오마 샤리프 - 내레이션